# The FASEB Journal
The FASEB Journal est une revue scientifique sur les biosciences expérimentales. Il est publié par la Federation of American Societies for Experimental Biology, fondée en 1912.
D'après le Journal Citation Reports, le facteur d'impact de ce journal était de 5,043 en 2014. Actuellement, le directeur de publication est Gerald Weissmann (Université de New York, États-Unis).